# Sikeston
Sikeston är en ort i New Madrid County, och Scott County i Missouri. Orten fick sitt namn efter grundaren John Sikes. Sikeston var av strategisk betydelse under amerikanska inbördeskriget och ockuperades av både nord- och stydstaterna i olika skeden av kriget.

## Kända personer från Sikeston
- Kenny Hulshof, politiker